# Narcis Vučina
Narcis Vučina, född 5 mars 1952 i Sarajevo, är en bosnisk musiker och kompositör.
1974 släppte Vučina sin första singel Zlatne suze. Under 1970-talet bildade han duo tillsammans med Slobodan Samardžić och turnerade i Jugoslavien. Från 1978 valde de dock att fortsätta var för sig. Vučina genomförde sin värnplikt 1979-1980 och gick därefter med i rockgruppen Radio. Han skrev flera låtar för gruppens självbetitlade debutalbum från 1981. Gruppen upplöstes kort därefter och Vučina inledde ett samarbete med Seid Memić Vajta och skrev bl.a. den engelska texten till låten Lejla, som Vajta framförde i Eurovision Song Contest 1981. Under 1980-talet skrev Vučina låtar för andra, bl.a. för rockgruppen Teška industrija.
Vučina bildade duett med den nyuppkomna sångerskan Zerina Cokoja 1988. De deltog i den jugoslaviska uttagningen (Jugovizija) till Eurovision Song Contest 1988 med bidraget Voljeću te, som slutade på åttonde plats. De uppträdde därefter vid flera tillställningar, däribland Splitfestivalen och Beogradskom proleću, innan de upphörde som duo. Vučina bildade en ny duo tillsammans med sångerskan Arnela Konaković och de uppträdde tillsammans i Jugovizija 1990 med bidraget Sitna kiša padala, som slutade på nionde plats. Därefter arbetade han på ett album under namnet Mir tillsammans med Konaković och Miroslav Škalcerija som dock aldrig släpptes på grund av de jugoslaviska krigen. Vučina åkte till Köpenhamn 1991 för att uppträda, men blev sedan kvar där på grund av kriget i Bosnien-Hercegovina. Den stora flyktingströmmen till bl.a. Danmark gjorde att han började undervisa i engelska och bosniska i Köpenhamn och Tølløse. Han skrev låten Sarajevo kid för Danmarks Radios räkning när Köpenhamn var Europas kulturhuvudstad 1996 och inledde ett samarbete med den danske skivproducenten Claes Cornelius och har därefter spelat in flera av sina album i Danmark.
Vučina deltog i den bosniska uttagningen till Eurovision Song Contest 2001 med bidraget Sloboda, som slutade på trettonde plats. Han återkom till tävlingen 2003 där han framförde bidraget Easily tillsammans med den danska sångerska Cora. Bidraget slutade på sextonde plats. Det var första gången som ett bidrag framfördes på engelska i den bosniska uttagningen. Samma år fick han även en stor hit i Bosnien och Hercegovina med låten Haj'mo Bosno i Hercegovino.
Vučina är bror till den dansk-bosniska författaren och journalisten Narcisa Vučina.

## Diskografi
- Igre slobode (1986)
- Sarajevo kid (1999)
- Zemlji Kralja Freedom (2001)
- Samica (2002)
- Narcisi (2004)
- Crvene jabuke, Volim te (2011)
- Rucni rad – Sarajevo (2013)